# Еллен Дрю

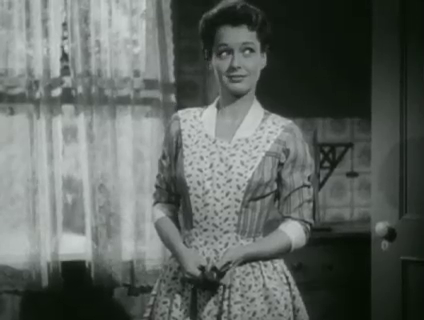
У стрічці Stars in my Crown

Еллен Дрю, справжнє ім'я — Естер Лоретта Рей (англ. Esther Loretta Ray; нар. 23 листопада 1915, Канзас-Сіті, Міссурі — пом. 3 грудня 2003, Палм-Дезерт, Каліфорнія) — американська акторка.

## Життєпис
Народилася в Канзас-Сіті, Міссурі. З дитинства брала участь у різних конкурсах краси. Переїхавши до Голлівуду, влаштувалася в кафе-морозиво, де одним з клієнтів був актор Вільям Демарест. Він звернув увагу на дівчину і допоміг їй потрапити в кіно.
З 1938 до 1943 року Дрю знімалася у фільмах студії Paramount Pictures, серед яких «Співайте, грішники» (1938) з Бінгом Кросбі і «Леді з Кентуккі» (1939) з Джорджем Рафтом. Її партнерами по зйомках були Рональд Колман, Вільям Голден, Безіл Ретбоун, Дік Пауелл і Роберт Престон.
Також акторка знялася у фільмах «Різдво в липні» (1940), «Острів мертвих» (1945), «Джонні о'клок» (1947), «Людина з Колорадо» (1948), «Злочинний шлях» (1949) і «Аризонський барон» (1950) з Вінсентом Прайсом у головній ролі. У 1950-х роках її кар'єра пішла на спад, вона знімалася в основному на телебаченні. Однією з останніх для Еллен Дрю стала роль Джулії Вебберлі в епізоді телесеріалу «Перрі Мейсон».
Еллен Дрю померла 3 грудня 2003 року в Палм-Дезерт, Каліфорнія.

## Вибрана фільмографія
| Рік  |   | Українська назва                | Оригінальна назва            | Роль                    |
| ---- | - | ------------------------------- | ---------------------------- | ----------------------- |
| 1937 | ф | Убивство в коледжі              | Murder Goes to College       | Ліл                     |
| 1940 | ф | Техаські рейнджери знов у сідлі | The Texas Rangers Ride Again | Еллен Денджерфілд       |
| 1950 | ф | Аризонський барон               | The Baron of Arizona         | Софія де Перальта-Рівіс |